# Galindo II Aznárez
 (octobre 2020).
Si vous disposez d'ouvrages ou d'articles de référence ou si vous connaissez des sites web de qualité traitant du thème abordé ici, merci de compléter l'article en donnant les références utiles à sa vérifiabilité et en les liant à la section « Notes et références ».
Galindo II Aznárez, fils d'Aznar II Galíndez et d'Onneca de Navarre, est comte d'Aragon de 893 à 922. 

## Biographie
Galindo II épouse Acibelle de Gascogne, fille de Garcia II Sanche de Gascogne le Courbé, dont il a trois enfants :
- Toda, future épouse de Bernard Ier, comte de Ribagorce ;
- Redemptus, futur évêque ;
- Miron.

Veuf, il se remarie avec Sancha Garcés de Pampelune, fille de García Jiménez de Navarre et veuve de son cousin Fortún de Pamplona, dont il aussi a trois enfants :
- Aznar ;
- Andregoto, reine de Navarre par son mariage avec García II et successeur de son père ;
- Velasqueta, future épouse d'Inigo Lopez, sire d'Estiqui.

Il laisse également plusieurs enfants illégitimes :
- Guntislo (en) ;
- Sanche ;
- Velasco ;
- Bancio ;
- Aznar.